# Iris bismarckiana
Iris bismarckiana är en irisväxtart som beskrevs av Damman och Carl Ludwig Sprenger. Iris bismarckiana ingår i släktet irisar, och familjen irisväxter. Inga underarter finns listade i Catalogue of Life.

## Bildgalleri

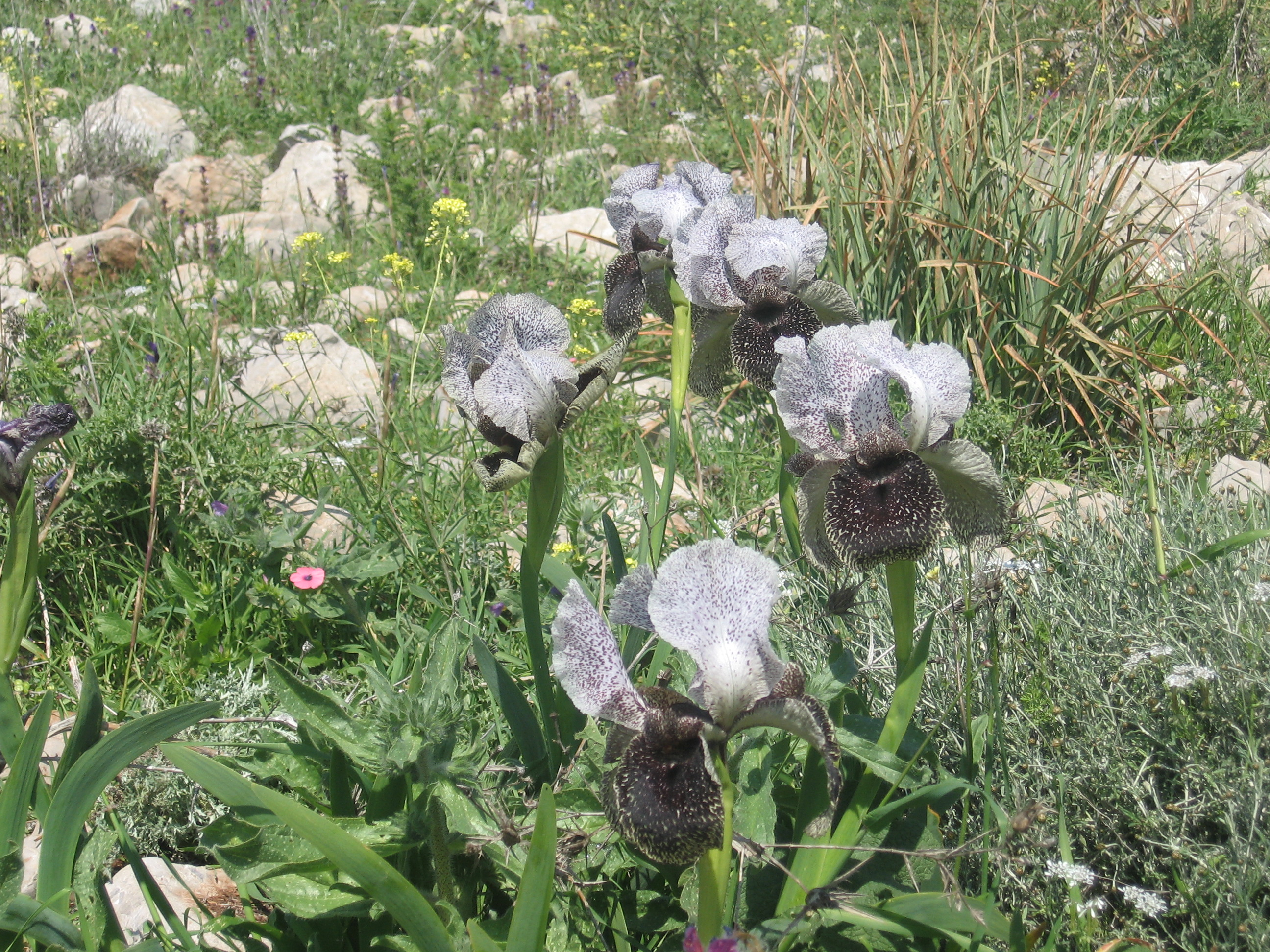
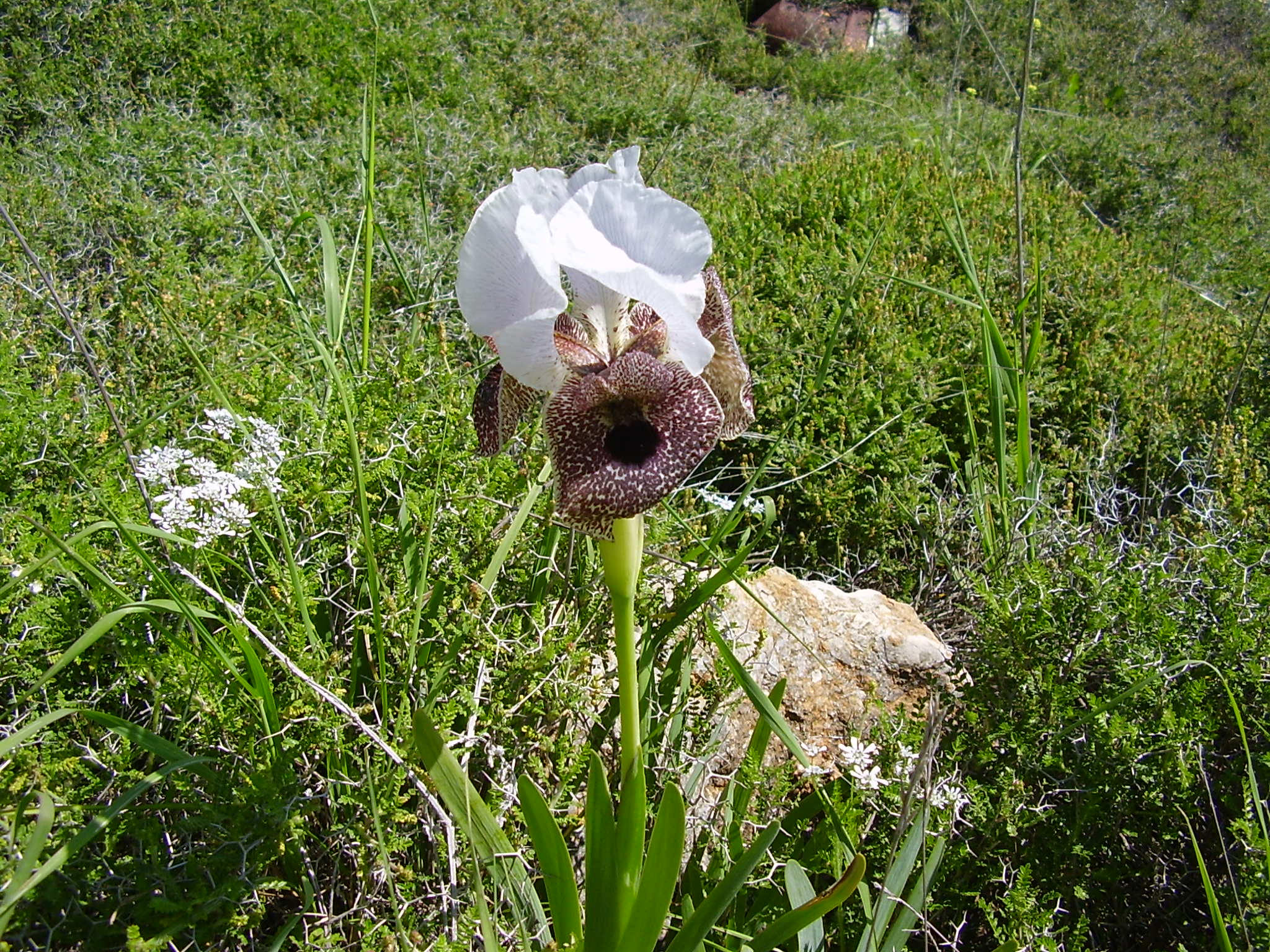